# KfW
Кредитна Установа для Відбудови (нім. KfW, Kreditanstalt für Wiederaufbau) — німецький державний банк розвитку зі штаб-квартирою у Франкфурт-на-Майні. Заснований у 1948 як складова частина Плану Маршалла.
Сьогодні KfW є третім за величиною активів банком ФРН. За дорученням німецького уряду банк фінансує програми розвитку у всьому світі, є одним із провідних банків розвитку у світі. 80% його акцій належить Федеральному уряду ФРН, решта 20% — федеральним землям ФРН.

## KfW і Україна
Станом на 2015 KfW належить 15% акцій українського Мегабанку та 39,1% ПроКредит Банку.
З 2002 по 2014 близько 270 млн. євро було надано Україні на проекти з розвитку фінансової системи, забезпечення електроенергією, комунального водозабезпечення та водовідведення, соціальної інфраструктури в громадах, а також захисту навколишнього середовища.
У 2015 KfW виділив 200 млн. євро кредиту Фонду гарантування вкладів фізичних осіб для повернення депозитів із збанкрутілих банків громадянам України.